# جین یون-سونگ
جین یون-سونگ (انگلیسی: Jin Yun-seong؛ زادهٔ ۱۱ اکتبر ۱۹۹۵) وزنه‌بردار اهل کره جنوبی است.
وی در مسابقات کشوری و بین‌المللی در مجموع برندهٔ ۲ مدال نقره، ۱ مدال برنز شده‌است.